# Bundsenberg
Der Bundsenberg ist ein 319,3 m hoher Berg im Untereichsfeld im Grenzbereich von Südniedersachsen und Nordwestthüringen.

## Geographie
Der Bundsenberg befindet sich zwischen den Orten Fuhrbach und Ecklingerode etwa 4 Kilometer östlich von Duderstadt und ist einer der höchsten Berge im nördlichen Eichsfeld. Verkehrsmäßig ist der Berg über die Landesstraße L 531 Duderstadt–Fuhrbach erreichbar.
Der Bundsenberg zählt nach der naturräumlichen Gliederung im Blatt Göttingen noch zum  Hügelland der Hellberge (Nr. 374.3), im später erschienenen Blatt Halberstadt aber zum Bischofferoder Bergland (Nr. 374.31) innerhalb des Eichsfelder Beckens.

## Geschichte und Natur
Im Mittelalter führte die Duderstädter Landwehr westlich am Berg vorbei, auf der Rotenwarte stand ein Wartturm der Stadt Duderstadt, später war es ein Forsthaus und heute ein Ausflugslokal. Das Waldgebiet des Bundsenberges gehörte früher bis zum Soolbachtal komplett zum Duderstädter Stadtwald.
Nach 1945 verlief die Zonengrenze der Besatzungsmächte und die spätere Innerdeutsche Grenze unmittelbar über den Bundsenberg, dieser Abschnitt ist heute Teil des Grünen Bandes Deutschland. Das östliche Ende des Naturschutzgebietes Grenzstreifen zwischen Teistungen und Ecklingerode endet auf dem Bundsenberg, nördlich liegt das Heinz Sielmann Natur-Erlebniszentrum Gut Herbigshagen, von dort führt der Sielmann-Höhenweg auch über den Berg. 